# 米亞納斯 (康乃狄克州)
米亞納斯（英語：Mianus）是位於美國康乃狄克州費爾菲爾德縣格林威治境內的一個街區。

## 地理
米亞納斯的座標為41°02′38″N 73°35′28″W / 41.04389°N 73.59111°W，而該地的平均海拔高度為7米（即23英尺）。